# Jacques Vergnes
Jacques „Jacky“ Vergnes (* 21. Juli 1948 in Magalas, Département Hérault; † 28. Juni 2025) war ein französischer Fußballspieler.

## Vereinskarriere
Der in seiner Jugend beim FC Sète groß gewordene Jacques Vergnes war ein explosiver Mittelstürmer von großer Durchschlagskraft, aber auch ein „Wandervogel“, der für neun verschiedene Klubs gespielt hat. 1967/68 zunächst beim Zweitligisten SO Montpellier unter Vertrag, schlossen sich elf Jahre in der Division 1 an, beginnend mit zwei Spielzeiten beim Hauptstadtklub Red Star, der allerdings in den 1960ern schwere Zeiten durchmachte. 1970 kehrte „Jacky“ nach Südfrankreich zurück: bei Olympique Nîmes baute Trainer Kader Firoud um René Girard und Jean-Pierre Adams eine junge, erfolgreiche Mannschaft auf. In diesem Umfeld gelang Vergnes der Durchbruch; die Saison 1970/71 schloss Nîmes als Vierter ab, und mit 27 Treffern wurde der Stoßstürmer zum drittbesten Ligatorschützen. 1971/72 reichten seine 26 Tore erneut zum persönlichen dritten Platz, und sein Klub wurde diesmal hinter Olympique Marseille sogar Vizemeister. Zwölf Monate später hatte er nur 15 Tore (13. Rang) auf dem Konto und Nîmes wurde Tabellensiebter, dafür stieß die Elf im Pokal bis ins Halbfinale vor, in dem sich nach 0:0 und 0:3 aber der FC Nantes durchsetzte. Sein viertes Jahr bei Olympique endete vorzeitig: als Trainer Firoud häufiger Robert Pintenat anstelle von „Jacky“ einsetzte, wechselte der begeisterte Freizeitangler im Januar 1974 zu SEC Bastia.
Auf Korsika brauchte Vergnes länger, um sich zurechtzufinden; erst in seinem zweiten Jahr dort harmonisierte er mit Spielmacher Papi und dem Sturmkollegen Jacques Zimako deutlich besser: Bastia schloss als Liga-Sechster ab und erreichte das Pokalhalbfinale. Darin war es die AS Saint-Étienne, die Vergnes den Einzug ins Endspiel verwehrte. 1975/76 spielte er für Stade Reims eine ordentliche Saison, in der er aber verletzungsbedingt zwei Monate pausieren musste, so dass selbst mit einem hochkarätig besetzten Sturm (u. a. Georges Lech und Carlos Bianchi) nicht mehr als Rang 5 in der Division 1 heraussprang. Sein anschließender Wechsel zu Stade Laval brachte ihn einem Titelgewinn keinen Schritt näher; obwohl er 19 Tore geschossen hatte und wieder unter die zehn besten Torjäger gekommen war, konnte Laval den Abstieg nur knapp vermeiden. Deshalb nahm er nach Saisonende ein Angebot von Racing Strasbourgs neuem Trainer Gilbert Gress an; im Elsass wurde er in seinem ersten Jahr Ligadritter und in der folgenden Saison sogar französischer Meister – allerdings nur nominell, weil er im August 1978 nach lediglich zwei Punktspieleinsätzen für Racing wiederum nach Südfrankreich (zu Girondins Bordeaux) zurückgegangen war. An der Seite von Alain Giresse und Gernot Rohr reichte es dort zu einem Mittelfeldplatz, für „Jacky“ Anlass, zu seinem ersten Profiverein (inzwischen in Montpellier La Paillade SC umbenannt) zurückzukehren, obwohl der nur in der Division 2 spielte. Zum Aufstieg reichte es im ersten Jahr noch nicht, aber Vergnes erreichte mit dem Außenseiter sein drittes Halbfinale um die Coupe de France, nachdem er im Viertelfinalrückspiel bei der AS Saint-Étienne höchstpersönlich das 1:1 erzielt hatte, das Montpellier weiterbrachte. Den Endspieleinzug indes verpasste er nach 2:4 und 1:2 gegen die AS Monaco zum dritten Mal. In der Saison 1980/81 – jetzt unter dem gleichfalls zurückgekehrten Trainer Kader Firoud – schoss der Stürmer seine Mannschaft in die höchste Spielklasse zurück, in der er aber nur noch selten zum Einsatz kam.
Mit noch nicht ganz 34 Jahren beendete er seine Karriere. Jacques Vergnes betrieb anschließend für einige Jahre ein Hotel; später arbeitete er als Angestellter in einem Unternehmen der Abfallwirtschaft. Er starb am 28. Juni 2025 im Alter von 76 Jahren.
Stationen:
- Football Club de Sète (als Jugendlicher)
- Stade Olympique Montpelliérain (1967/68, in D2)
- Red Star Football Club (1968–1970)
- Nîmes Olympique (1970–12/1973)
- Sporting Étoile Club de Bastia (1/1974–1975)
- Stade de Reims (1975/76)
- Stade Lavallois (1976/77)
- Racing Club de Strasbourg (1977–8/1978)
- Girondins de Bordeaux (9/1978–1979)
- Montpellier La Paillade Sport Club (1979–1982)

## In der Nationalmannschaft
Obwohl Jacques Vergnes bis heute (2008) zu den erfolgreichsten Torjägern in Frankreich seit 1932 zählt (auf Platz 18), wurde er nur für ein einziges Länderspiel in die A-Nationalmannschaft berufen. Auch in dieser Begegnung im September 1971 erzielte er einen Treffer – das 1:0 beim 3:1-Auswärtssieg gegen Norwegen. Doch obwohl er in diesem Europameisterschafts-Qualifikationsspiel auch im Zusammenspiel mit seinen Stürmerkollegen Georges Lech, Charly Loubet und Georges Bereta einen guten Eindruck hinterließ, kam er nie wieder zu einem Einsatz im blauen Nationaldress.

## Palmarès
- Französischer Meister: 1979 [nominell, lediglich 2 Punktspiele] (und Vizemeister 1972)
- Französischer Pokalhalbfinalist 1973, 1975, 1980
- 1 A-Länderspiel (1 Treffer) für Frankreich
- 328 Spiele und 153 Tore in der Division 1, davon 41/11 für Red Star, 118/72 für Nîmes, 46/20 für Bastia, 26/11 für Reims, 36/19 für Laval, 37/12 für Strasbourg, 20/8 für Bordeaux, 4/0 für Montpellier,[10] dazu (nur 1979–1981) 59/? in D2.
- 4 Spiele (kein Tor) für Nîmes in den UEFA-Pokalwettbewerben 1971/72 (gegen Vitória Setúbal) und 1972/73 (gegen Grasshoppers Zürich)[11]